# Карсава
Карсава (произношение) (на латвийски: Kārsava) е град в източна Латвия, намиращ се в историческата област Латгале и в административен район Лудза. През 1928 година Карсава получава статут на град.